# Илава (Пољска)
Илава (Пољска) (пољ. Iława) град је у Пољској у Војводству варминско-мазурском. По подацима из 2012. године број становника у месту је био 33 360.

## Становништво
| 2012.  |
| ------ |
| 33 360 |

## Партнерски градови
- Херборн
- Tholen
- Гаргждај